# Rudina (Kysucké Nové Mesto)
Rudina je naseljeno mjesto u okrugu Kysucké Nové Mesto u Žilinskom kraju u Slovačkoj.

## Stanovništvo
| Godina:     | 1993. | 2003.   | 2013.   | 2023.   |
| ----------- | ----- | ------- | ------- | ------- |
| Broj ljudi: | 1493  | 1621    | 1723    | 1803    |
| Razlika:    |       | +8,57 % | +6,29 % | +4,64 % |

| Godina:     | 2022. | 2023.   |
| ----------- | ----- | ------- |
| Broj ljudi: | 1832  | 1803    |
| Razlika:    |       | -1,58 % |

Prema podatcima o broju stanovnika iz 2023. godine naselje je imalo 1803 stanovnika.

## Vanjske poveznice
- Službena stranica naselja (sl.)